# Johan van Nassau-Idstein
Johan van Nassau-Idstein (Saarbrücken, 24 november 1603 - Idstein, 23 mei 1677 o.s.) was graaf van Nassau-Idstein, een deel van het graafschap Nassau. Hij stamt uit de Walramse Linie van het Huis Nassau en is de stamvader van het Huis Nassau-Idstein.

## Biografie
Johan was de zevende zoon van graaf Lodewijk II van Nassau-Saarbrücken en Anna Maria van Hessen-Kassel, dochter van landgraaf Willem IV van Hessen-Kassel en Sabina van Württemberg.

### Graaf van Nassau-Idstein
Johan volgde in 1627 zijn vader op samen met zijn broers Willem Lodewijk, Ernst Casimir en Otto. Willem Lodewijk trad op als regent voor zijn broers Ernst Casimir en Otto. Johan verkreeg in 1629 bij een eerste deling Idstein. Kort daarna werd het bezit van de broers bedreigd door het restitutie-edict van 2 maart 1629, toen de keurvorsten van Mainz en Trier aanspraak maakten op de sinds het Verdrag van Passau (1552) geconfisqueerde kerkgoederen. 
Op 7 juli 1629 besliste het Rijkskamergerecht in het geschil tussen Lotharingen en Nassau dat stad en kasteel Saarwerden, Bockenheim en Wiebersweiler als lenen van Metz aan Lotharingen gegeven zouden moeten worden; de rest van het graafschap Saarwerden zou bij Nassau moeten blijven. De hertog van Lotharingen nam echter onmiddellijk bezit van het hele graafschap Saarwerden en de voogdij Herbitzheim. Willem Lodewijk begaf zich naar de vorstendag te Regensburg en verkreeg op 23 juli 1631 de keizerlijke belening (hoewel hij had geweigerd zich bij de Katholieke Liga aan te sluiten of er troepen voor beschikbaar te stellen).
Johan stond in 1631, samen met zijn broer Willem Lodewijk, hun gezamenlijk deel (¼) van de Esterau af aan graaf Johan Lodewijk van Nassau-Hadamar en verkreeg in ruil daarvoor het deel van Altweilnau dat deze bezat. Op 24 november 1632 overleed de jongste broer Otto en op 11 december werd Ernst Casimir meerderjarig. In 1634 schikten de broers Nassau in Frankfurt am Main met de heren van Geroldseck over hun eigendomsrechten op de heerlijkheid Lahr.

### Dertigjarige Oorlog
In de Dertigjarige Oorlog (1618-1648) had Lodewijk II een voorzichtige neutraliteit gehandhaafd, die knellende inkwartieringen in zijn bezittingen echter niet voorkomen kon. Toen koning Gustaaf II Adolf van Zweden aan het einde van het jaar 1630 naar de Rijn kwam, stelden Johan en zijn broers zich te zijner beschikking en verklaarden daarmee de oorlog aan hun keizer. Nadat koning Gustaaf Adolf op 16 november 1632 was gesneuveld, verbonden de drie graven zich op de bijeenkomst van de protestantse standen in Heilbronn met de Zweedse rijkskanselier Axel Oxenstierna.
Op 5 september 1633 ondertekende Johan een verbond met Frankrijk tegen de keizer. Op 7 juni 1634 bezegelde Willem Lodewijk dat verbond. Na de overwinning van keizer Ferdinand II op 6 september 1634 in de Slag bij Nördlingen toen het keizerlijke leger de Midden-Rijn naderde, brachten de graven van Nassau eerst hun archieven in Frankfurt am Main in veiligheid en gingen daarna naar Kirchheim. De landen rechts van de Rijn gaven ze daarmee prijs. Op 30 mei 1635 sloot een reeks rijksstanden, waaronder Keurbrandenburg en Keursaksen, de Vrede van Praag, waarbij de graven van Nassau uitdrukkelijk werden uitgesloten. In november 1635 verscheen de keizerlijke commissaris Bertram von Sturm zu Vehlingen in de Nassause landen en verklaarde de drie broers vervallen van hun graafschappen en al hun bezittingen. Tot 1646 heersten in Idstein honger, epidemieën en soldatenwillekeur.
Johan verbleef tussen 1634 en 1646 in ballingschap te Straatsburg gedurende welke periode de keizer zijn gebieden verdeelde tussen de vorst van Schwarzburg en de keurvorst van Mainz. Johan verkreeg in 1646 bij zijn terugkeer in Duitsland zijn bezittingen terug.

### Na de oorlog
Johan ging op 6 maart 1651 met zijn broer Ernst Casimir en hun neven Johan Lodewijk, Gustaaf Adolf en Walraad over tot een nieuwe verdeling, waarbij zij gezamenlijk bleven bezitten Nassau, (Bad) Ems, Saarwerden met Herbitzheim en Wadgassen, Homburg (in de Palts), Rosenthal, Ober- en Nieder-Rosbach. Johan ontving als zijn bezit Idstein, Wiesbaden, Sonnenberg, Wehen, Burgschwalbach en Lahr.

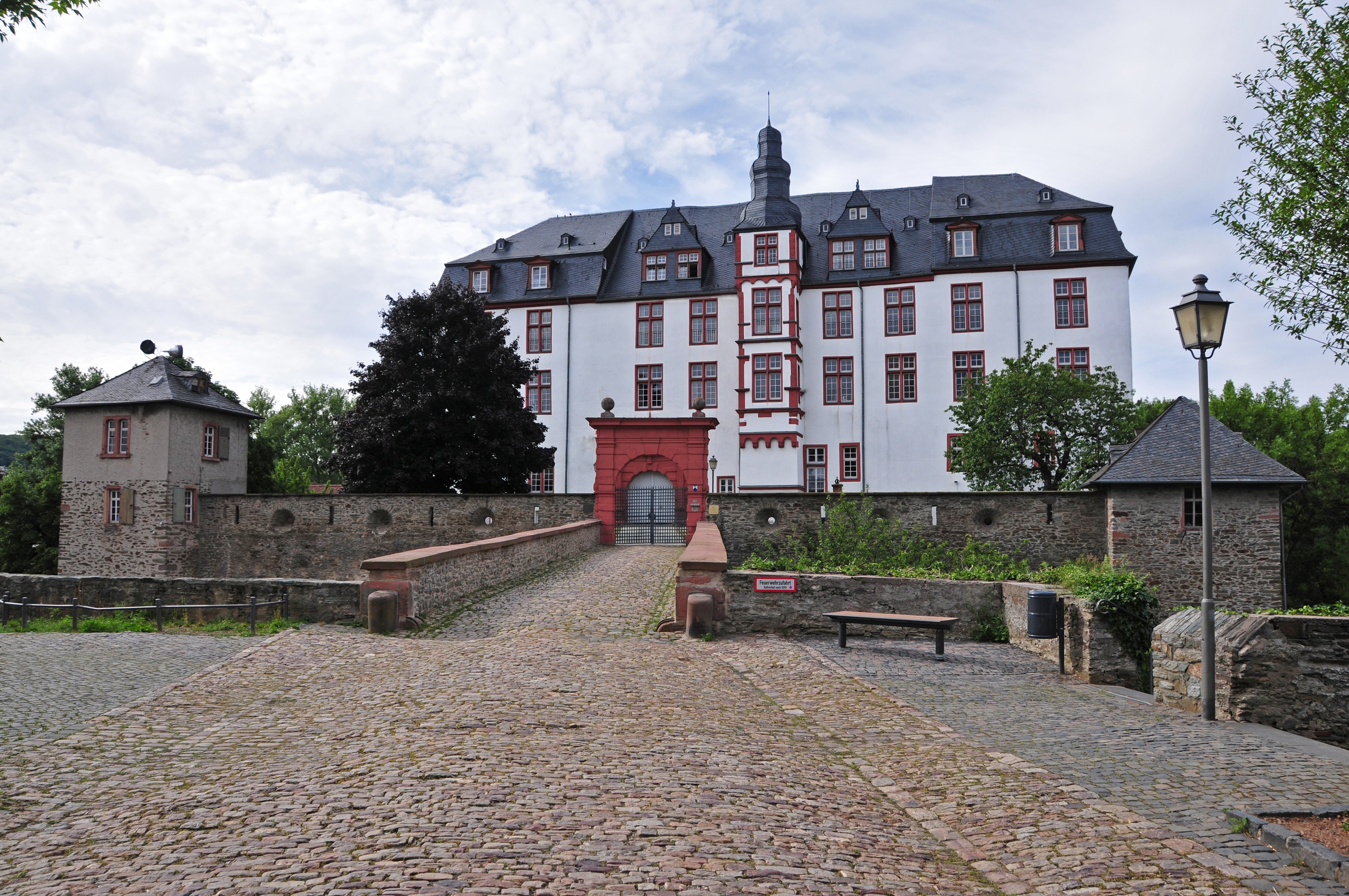
Slot Idstein

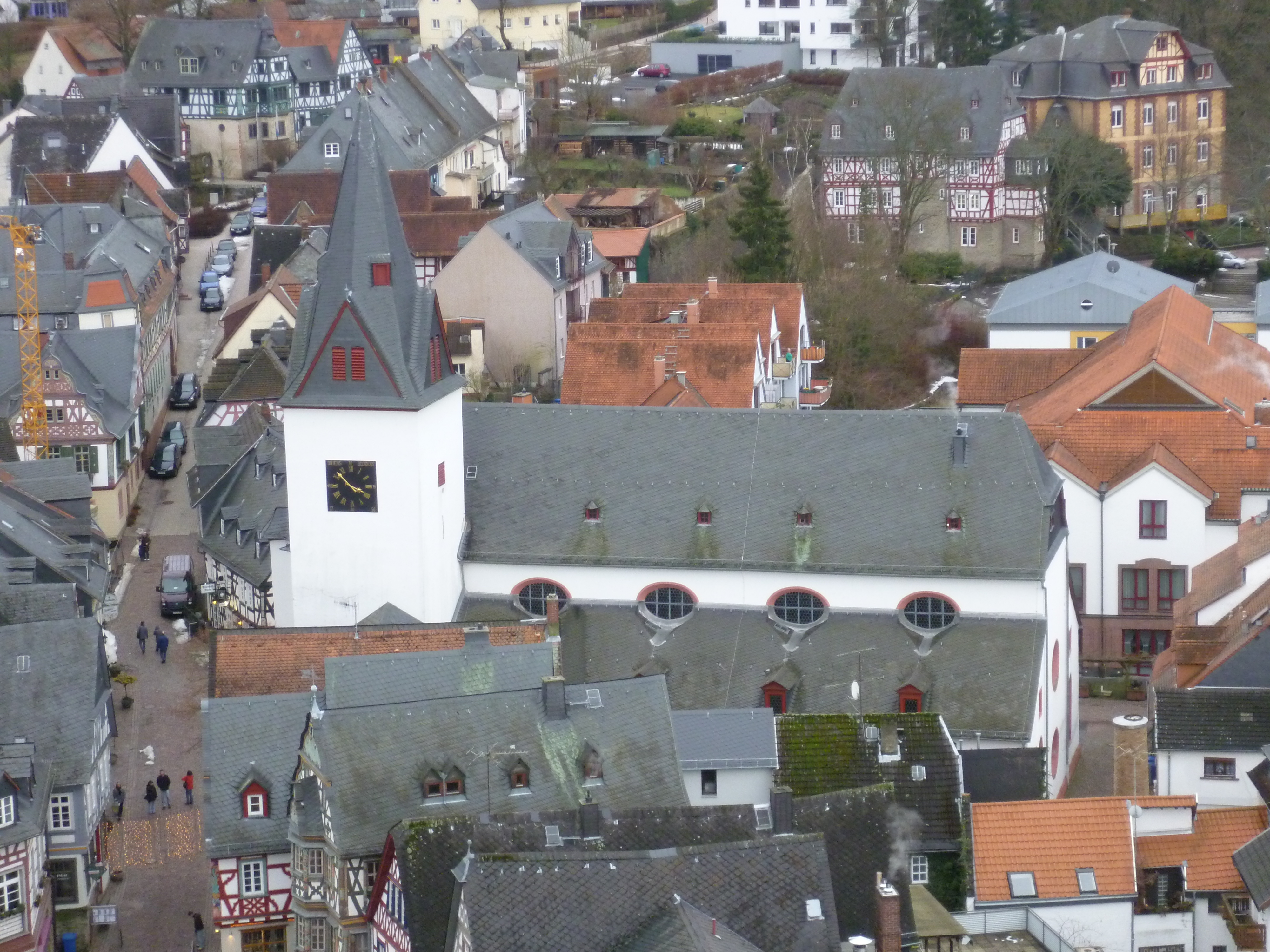
De Uniekerk te Idstein

Toen in 1653 zijn oudste zoon, Gustaaf Adolf, katholiek werd, verstootte Johan hem. In de periode 1655-1663 was Johan regent van Nassau-Weilburg en voogd van zijn neef Frederik van Nassau-Weilburg. Johan herbouwde Slot Idstein. In 1668 woedde de pest in Idstein. In 1669 begon het werk aan de herbouw van de kerk te Idstein. In 1672 streefde Johan naar de rijksvorstenwaardigheid. Van 1675 tot zijn dood was hij opnieuw regent van Nassau-Weilburg en voogd, ditmaal van zijn achterneven Frederik Willem Lodewijk en Johan Ernst van Nassau-Weilburg.

### Heksenjachten
In 1630 begonnen heksenjachten in zijn gebied. Johan droeg de predikanten op om tegen de hekserij te prediken. In 1658 begon de heksenjacht in het land Nassau onder ambtman Plebanus opnieuw. En in 1676 en 1677 werden op initiatief van Johan opnieuw heksenjachten uitgevoerd in Idstein, die met de dood van Johan eindigden. Anders dan in andere gebieden, was de bevolking van Idstein weinig geïnteresseerd in de vervolging van de van hekserij beschuldigden. Fanatieke predikers, zoals de predikanten van Heftrich en Burgschwalbach, voedden alleen de angsten van het volk; de persoon van de graaf bleef echter dominant in deze gebeurtenis. Hij beval elke stap die door zijn functionarissen werd gezet, en hij moest op de hoogte gehouden worden van elke voortgang. In totaal werden 51 mensen beschuldigd van hekserij. Tussen 3 februari 1676 en 31 maart 1677 werden in Idstein 39 personen voor hekserij terechtgesteld, 31 vrouwen en 8 mannen. De slachtoffers werden in 2014 door het stadsparlement van Idstein unaniem gerehabiliteerd.

### Overlijden en opvolging
Johan overleed in 1677 en werd begraven in de Uniekerk te Idstein. De voogd van de pas twaalfjarige opvolger George August Samuel werd diens oom van moederszijde, graaf Johan Casimir van Leiningen (1619-1688), die de heksenjachten onmiddellijk stopte. In zijn “Politiek Testament” beschreef Johan het heersersambt als een taak waarvoor een heerser later rekenschap voor God moet afleggen.

## Huwelijken en kinderen

### Eerste huwelijk
Johan huwde eerst te Straatsburg op 6 juni 1629 met Sibylla Magdalena van Baden-Durlach (Durlach, 22 juli 1605 - Straatsburg, 24/25 december 1644), dochter van markgraaf George Frederik van Baden-Durlach en Juliana Ursula van Salm-Neufville. Sibylla Magdalena werd begraven in de Uniekerk te Idstein.

Uit dit huwelijk werden de volgende kinderen geboren:
1. Anna Odilia (Idstein, 18 oktober 1630 o.s.[14] - Straatsburg, 10 januari 1642).[15]
2. Gustaaf Adolf (Weilburg, 14 februari 1632 - Sint-Gotthard, 1 augustus 1664 n.s.), was officier in Spaanse dienst en kolonel in keizerlijke dienst.
3. Doodgeboren tweeling (zoon en dochter) (13 november 1632).
4. Lodewijk Frederik (Idstein, 2 november 1633[16] - Elbingen, 1 oktober 1656 n.s.),[17] was officier in het Zweedse leger.
5. Bernhardina Sophia (Kirchheim, 9 december 1634 - Straatsburg, 6 april 1642).
6. Johan (Metz, 5 februari 1638 - Idstein, 13 oktober 1658).[18]
7. Sabina Juliana (Metz, .. april 1639[19] - Straatsburg, 2 oktober 1639).
8. Doodgeboren tweeling (zoon en dochter) (1641).
9. Doodgeboren zoon (.. maart 1643).

### Tweede huwelijk
Johan hertrouwde te Straatsburg op 6 december 1646 met Anna van Leiningen-Dachsburg (Dachsburg, 15 mei 1625 o.s. - Idstein, 14 december 1668 o.s.), dochter van graaf Filips George van Leiningen-Dachsburg en Anna van Erbach. Anna werd begraven in de Uniekerk te Idstein.

Uit dit huwelijk werden de volgende kinderen geboren:

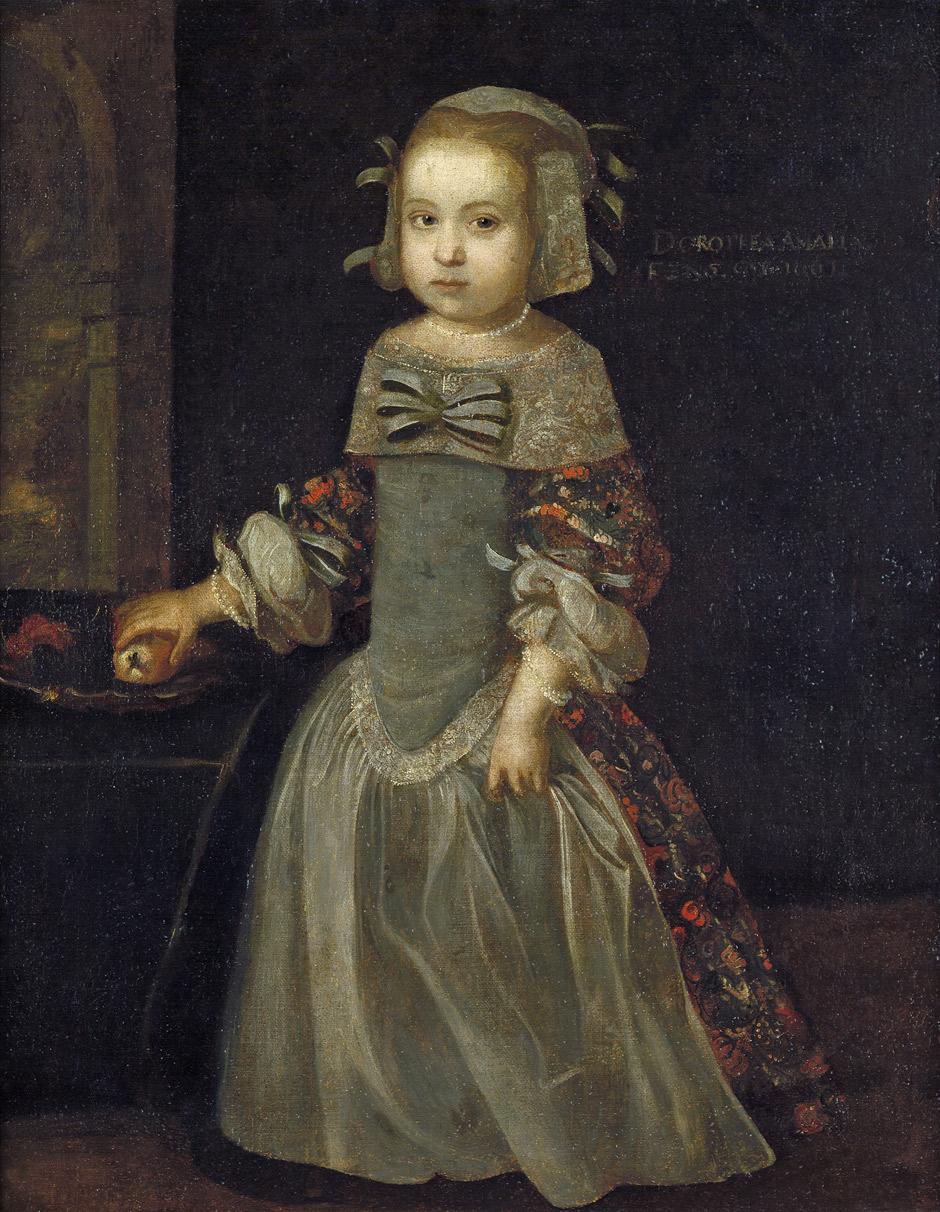
Kinderportret van Dorothea Amalia van Nassau-Idstein

1. Karel (Idstein (?), 9 november 1649[23] - Idstein, 26 ... 1651).[24]
2. Doodgeboren kind (.. maart 1650).
3. Doodgeboren tweeling (.. juli 1650).
4. Christiana Elisabeth (Idstein, 26 mei 1651 - Idstein, 16 oktober 1676).
5. Eleonora Louise (Idstein, 9 juni 1653 o.s.[25] - Idstein, 31 maart 1677).
6. Ernestina (Slot Idstein, 12 mei 1654[26] - Slot Wiesbaden, 26 juni 1655 o.s.).[27]
7. Doodgeboren dochter (23 maart 1655).
8. George Willem (Idstein, 6 september 1656 - Adolfseck, 21 juli 1657).
9. Johannetta (Idstein, 14 september 1657 - Landau, 14 maart 1733), huwde te Idstein op 6 juni 1680 o.s.[28] met graaf Christiaan Lodewijk van Waldeck-Wildungen (Waldeck, 29 juli 1635 - Landau, 12 december 1706).
10. Sibylla Charlotte (Slot Idstein, 19 december 1658 o.s.[29] - Idstein, 15 december 1660 o.s.).[30]
11. Doodgeboren zoon (17 mei 1659).
12. Doodgeboren kind (3 november 1659).
13. Dorothea Amalia (Idstein, 25 maart 1661 o.s.[31] - Griesheim, .. juli 1714),[32] huwde op 13 juni 1679 met graaf Lodewijk Frederik van Wied-Runkel (1 april 1656 - Marienhausen, 1 november 1709).
14. Filips Lodewijk (Idstein, 1 oktober 1662 - Idstein, 31 augustus 1664).
15. Doodgeboren dochter (26 oktober 1663).
16. George August Samuel (Idstein, 26 februari 1665 o.s. - Biebrich, 26 oktober 1721), volgde zijn vader op.
17. Doodgeboren zoon (Wiesbaden, 29 mei 1666).